# Царь Кандавл (балет)
«Царь Канда́вл» —  балет в четырёх действиях и шести картинах с апофеозом балетмейстера Мариуса Петипа на музыку Цезаря Пуни по либретто Анри де Сен-Жоржа и Мариуса Петипа, основанном на поэме Теофиля Готье «Царь Кандавл». Назван по имени полулегендарного царя Лидии Кандавла. 
Премьера состоялась 29 (17) октября 1868 года на сцене петербургского Большого театра. В главных ролях выступили Генриетта Дор (Низия) и Александра Кеммерер (Диана). Художники Г. Вагнер, В. Егоров, В. Прохоров, А. Бредов и А. Роллер. 

## Постановка в Петербурге

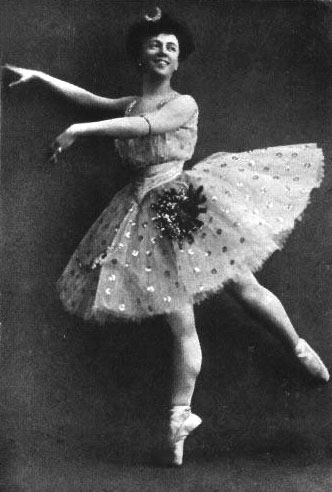
Ольга Преображенская в роли Дианы, Pas de Diane (1899?)

«Царь Кандавл» — второй после «Дочери фараона» (1862) спектакль Мариуса Петипа крупной формы. Был поставлен для балерины Генриетты Дор, приглашённой в Петербург из Вены. 
Здесь Петипа попробовал отступить от негласной традиции императорской сцены, требовавшей непременного благополучия финала в балетном спектакле:262. Сам балетмейстер шутливо относил этот балет к «грехам молодости»:69 — тем не менее, этот «фантастический балет», насыщенный всевозможными танцами, имел долгую сценическую жизнь. 
На петербургской сцене спектакль шёл до 1876 года, 23 января 1877 года был дан в бенефис балерины в бенефис Е. О. Вазем [уточнить]. В 1891 году Петипа возобновил постановку специально для бенефиса Христиана Иогансона, который, по словам Кшесинской, даже в преклонном возрасте «мог превосходно выражать мысли и душевное состояние посредством движений». 
Впоследствии возобновлялся в 1908 году режиссёром труппы Николаем Сергеевым (главную роль исполнила Матильда Кшесинская). В декабре 1909 года в роли Низии выступила Анна Павлова, привлечённая драматизмом судьбы и силой характера героини:262. Вскоре после революции спектакль прекратил своё существование. 

### Постановка в Москве
Вскоре после премьеры, 26 ноября 1868 года, директор Императорских театров Александр Гедеонов предписал конторе командировать танцовщика Мариуса Петипа в Москву «для постановки на тамошнем театре нового балета, сроком на шесть недель». 27 ноября состоялась премьера его одноактного балета «Путешествующая танцовщица» с участием Александры Кеммерер, а уже на следующий день «Московские новости» сообщили, что «прибывший из Петербурга балетмейстер г. Петипа занят постановкой нового балета „Царь Кандавл“, сюжет которого отчасти заимствован у Геродота. Балет этот, о котором видевшие его в Петербурге рассказывают чудеса, пойдёт в бенефис г-жи Собещанской». Премьера состоялась 22 декабря.

## Критика
В 1874 году «Царь Кандавл» был среди балетов, показанных Мариусом Петипа посетившему Петербург Августу Бурнонвилю. Датский хореограф, увидевший, кроме «Царя Кандавла», такие спектакли Петипа, как «Бабочка», «Дочь фараона», «Дон Кихот» и «Эсмеральда» (в постановке Фанни Эльслер?), осудил «бесстыдство стиля, заимствованного у гротесковых итальянцев и нашедшего покровительство на упадочной сцене парижской Оперы», посетовав на «гимнастические экстравагантности, не имеющие отношения ни к настоящему танцу, ни к искусству пластики и не оправданные ни ролью, ни действием балета». С его точки зрения, эти спектакли были «поставлены с роскошью, не знающей равной ни в одном из театров Европы», однако оказались чужды «принципам Новерра и Вестриса».

## Последующие постановки
С началом советской эпохи балетмейстер Леонид Леонтьев представил на сцене Ленинградского театра оперы и балета свою версию спектакля. Премьера «Кандавла» в 3-х актах и 5 картинах (в духе того времени «царя» из афиши исключили) состоялась 1 марта 1925 года. Согласно новому сценарию Н. Г. Виноградова, сюжет строился «на народном восстании против тиранического деспота Кандавла», в соответствии с чем героиней балета стала не царица Низия, а пастушка Клития — «душа революционного заговора». Музыка Цезаря Пуни была оркестрована заново Борисом Асафьевым, при сохранении прежней художественной монтировки (т. е. оформления):263; балетмейстер Леонид Леонтьев приспособил под новый сюжет старую хореографию Петипа.  
Несмотря на возможности драматических экспериментов, «осовремененная» переделка классического спектакля в репертуаре театра не удержалась и быстро сошла со сцены. 

## Исполнители
| Партии       | 29 (17) октября 1868                                           | 22 декабря 1868, Большой театр                                       | 24 ноября 1891, в бенефис Х. П. Иогансона                                                  | 1903 (?)          | 14 декабря 1908, возобновление Н. Г. Сергеева | 1 марта 1925, Большой театр                     |
| ------------ | -------------------------------------------------------------- | -------------------------------------------------------------------- | ------------------------------------------------------------------------------------------ | ----------------- | --------------------------------------------- | ----------------------------------------------- |
| Царь Кандавл | Ф. И. Кшесинский                                               | Ф. А. Рейнсгаузен                                                    | П. А. Гердт                                                                                | П. А. Гердт       |                                               | А. М. Монахов (его оруженосец — П. И. Гончаров) |
| Клития       | К. И. Канцырева                                                | П. М. Карпакова                                                      | В. Т. Рыхлякова                                                                            | Н. М. Петипа      |                                               | Е. М. Люком                                     |
| Низия        | Г. Дор (затем А. Ф. Вергина, А. И. Симская, Е. О. Вазем и др.) | А. И. Собещанская                                                    | К. Брианца (затем М. Н. Горшенкова, Л. Р. Нелидова, М. М. Петипа, Ю. Н. Седова и др.)      | Ю. Н. Седова      | М. Ф. Кшесинская (с 1909 — А. П. Павлова)     |                                                 |
| Диана        | А. Н. Кеммерер                                                 |                                                                      |                                                                                            |                   |                                               |                                                 |
| Гигес        | Л. И. Иванов                                                   | С. П. Соколов                                                        | А. А. Облаков (затем А. А. Горский и др.)                                                  | Г. Г. Кякшт       |                                               | М. А. Дудко                                     |
| Пифия        |                                                                |                                                                      |                                                                                            | Евдокия Васильева |                                               |                                                 |
| Дирижёр      |                                                                | П. Н. Лузин                                                          |                                                                                            |                   |                                               | А. В. Гаук                                      |
| Оформление   | Г. Вагнер, В. Егоров, В. Прохоров, А. Бредов, А. Роллер        | К. Ф. Вальц, П. А. Исаков, И. Е. Куканов, И. И. Шангин, Ф. И. Шеньян | В. В. Васильев, Г. Левот, К. М. Иванов, М. А. Шишков (декорации) Е. П. Пономарёв (костюмы) |                   |                                               | дореволюционного спектакля                      |